# Руда-Шостковська
Руда-Шостковська (пол. Ruda Szostkowska) — село в Польщі, у гміні Водине Седлецького повіту Мазовецького воєводства.
У 1975-1998 роках село належало до Седлецького воєводства.